# Fountain of Wishes

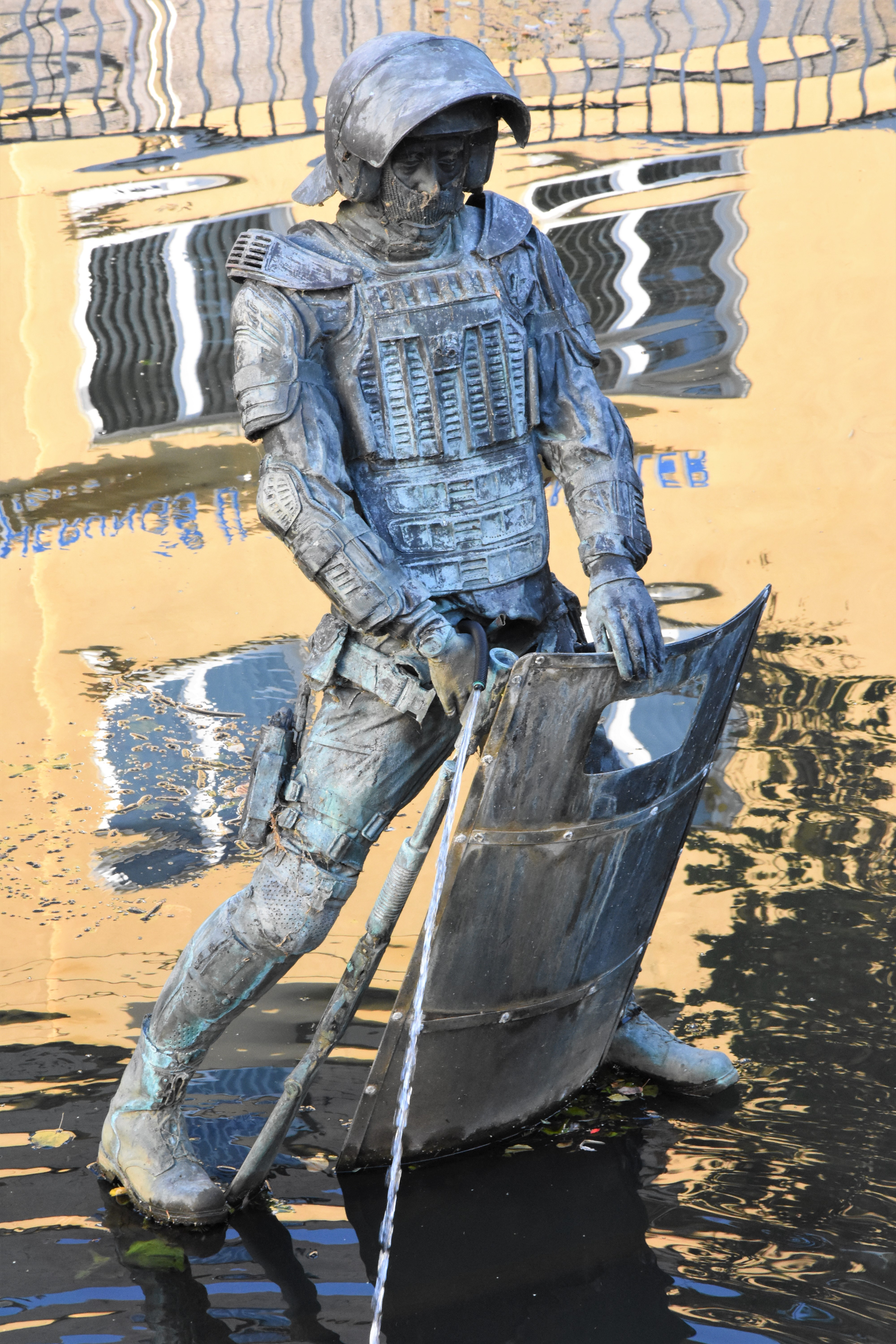
Fountain of Wishes in Osnabrück

Die Fountain of Wishes ist eine Bronzeskulptur eines urinierenden Polizisten in Osnabrück. Oftmals wird er auch Pinkelnder Polizist oder Osnabrücks Manneken Pis genannt. Die Bronzefigur steht in der Innenstadt im Fluss Hase an der nach der Osnabrücker Partnerstadt benannten Çanakkale-Brücke. Gegenüber an der Schillerstraße steht der Haarmannsbrunnen.
Der pinkelnde Bereitschaftspolizist soll durch die Schutzkleidung Ähnlichkeit mit einem römischen Legionär haben. Ein Schild am Brückengeländer weist darauf hin, dass jeder Mensch für sein eigenes Tun verantwortlich ist. Unter diesem Schild ist ein roter Pilztaster angebracht, der beim Drücken einen Wasserstrahl von der Figur in Richtung des Tasters schickt. Der Künstler versucht mit dem Taster, den Spieltrieb des Betrachters zu reizen, um ihm die „Botschaft“ zu überbringen. Im Winter ist die Funktion abgestellt.

## Geschichte

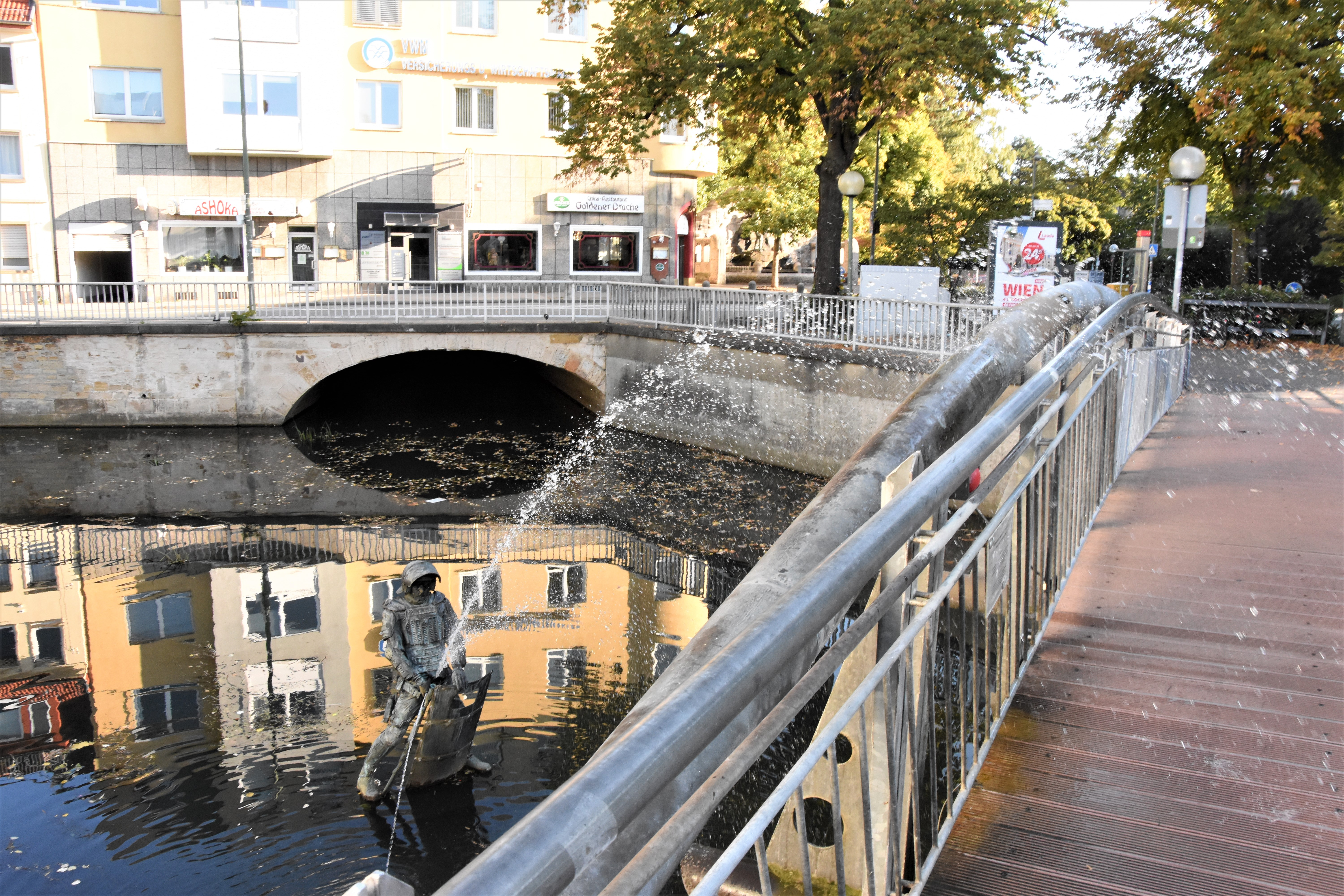
Der Wasserstrahl

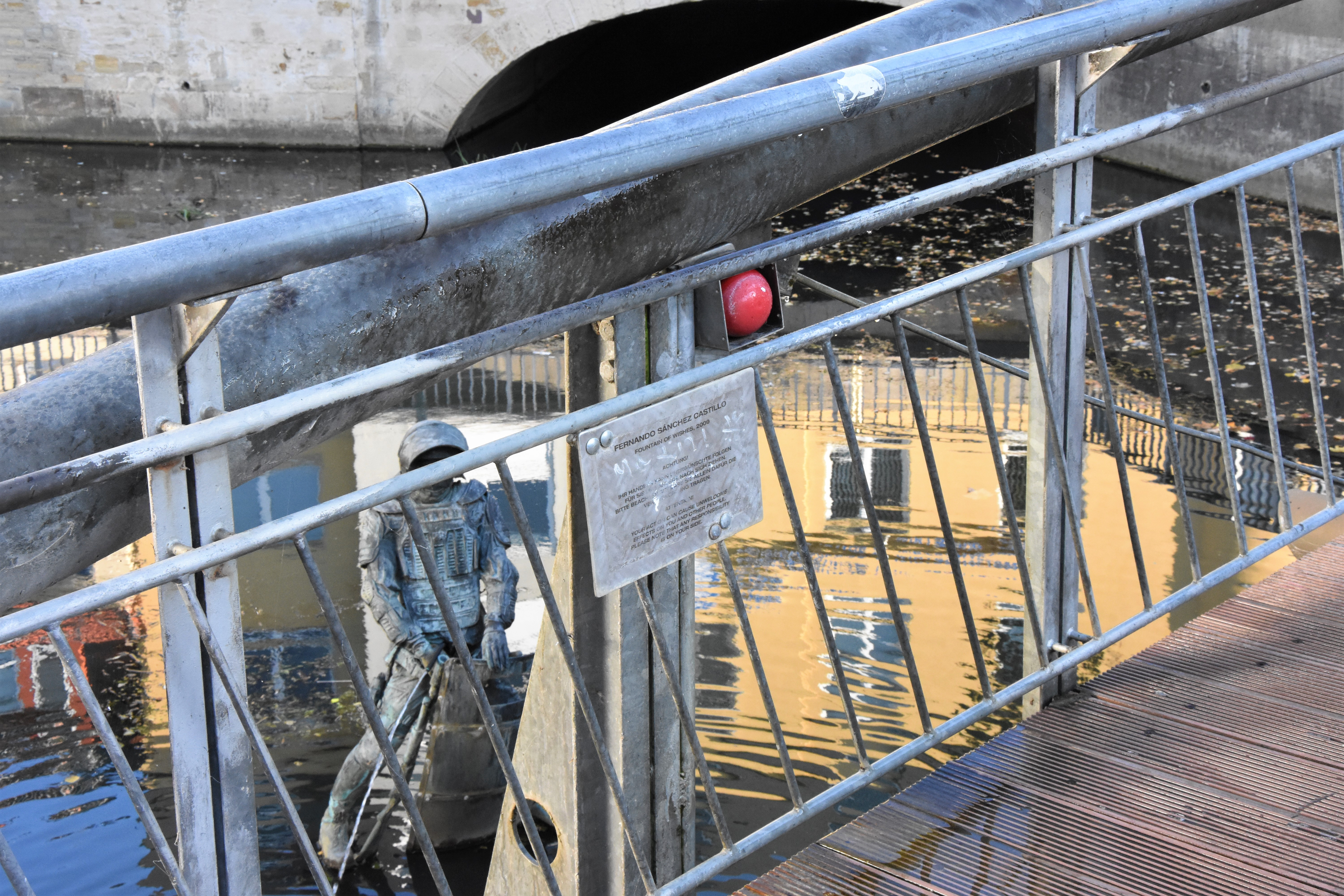
Der rote Taster am Brückengeländer

Die Bronzeskulptur des pinkelnden Polizisten war der Beitrag von Fernando Sánchez Castillo für das Kunstprojekt COLOSSAL. Das Kunstprojekt fand 2009 zum 2000-jährigen Jubiläum der Varusschlacht im gesamten Osnabrücker Land statt. Castillo schuf für dieses Projekt insgesamt vier Kunstwerke: Franko samt Ross stößt an die Decke (Bad Essen), Franco Up Down (Bohmte). Franko samt Ross versunken im Boden (Kalkriese) und Fountain of Wishes (Osnabrück). Weitere Kunstobjekte des Kunstprojekts von anderen Künstlern sind die Battle Drums vor dem Hauptbahnhof oder die Feldzeichen zu Friedenszeichen, die in der gesamten Region verteilt sind. 
Der erste Standort der Bronzeskulptur war an der Conrad-Bäumer-Brücke zwischen Herrenteichswall und Gymnasium Carolinum. Nachdem die Herrenteichslaischaft und das Modehaus L+T Lengermann und Trieschmann die Skulptur für 45.000 Euro Ende 2011 aufgekauft hatten, zog sie 2012 an die Çanakkale-Brücke. Am 29. April 2012 wurde mit einem Autokran die drei Tonnen schwere Bronzeskulptur an ihren neuen Standort umgesetzt. Für den Umzug musste mit dem Hasewehr der Wasserstand der Hase kurzzeitig abgesenkt werden, um die Skulptur zu platzieren.